# Mohamed Sbihi
Mohamed Karim Sbihi  (Kingston Hill, 27 maart 1988) is een Brits roeier. Sbihi maakte zijn debuut tijdens de wereldkampioenschappen roeien 2010 met een zilveren medaille, een jaar later evenaarde Sbihi deze prestatie. Bij de Olympische Zomerspelen 2012 behaalde Sbihi de bronzen medaille in de acht. In dezelfde boot behaalde Sbihi de wereldtitel tijdens de wereldkampioenschappen roeien 2013. Een jaar later werd Sbihi wederom wereldkampioen ditmaal in de vier-zonder-stuurman. Bij de wereldkampioenschappen roeien 2015 werd Sbihi voor de tweede maal wereldkampioen in de acht. Op de Olympische Zomerspelen 2016 werd Sbihi olympisch kampioen in de vier-zonder-stuurman.

## Resultaten
- Wereldkampioenschappen roeien 2010 in Cambridge  in de acht
- Wereldkampioenschappen roeien 2011 in Bled  in de acht
- Olympische Zomerspelen 2012 in Londen  in de acht
- Wereldkampioenschappen roeien 2013 in Chungju  in de acht
- Wereldkampioenschappen roeien 2014 in Amsterdam  in de vier-zonder-stuurman
- Europese kampioenschappen roeien 2014 in Belgrado  in de vier-zonder-stuurman
- Wereldkampioenschappen roeien 2015 in Aiguebelette-le-Lac  in de acht
- Olympische Zomerspelen 2016 in Rio de Janeiro  in de vier-zonder-stuurman
- Wereldkampioenschappen roeien 2017 in Sarasota  in de vier-zonder
- Wereldkampioenschappen roeien 2018 in Plovdiv  in de acht
- Wereldkampioenschappen roeien 2019 in Ottensheim  in de acht
- Europese kampioenschappen roeien 2021 in Varese  in de acht
- Olympische Zomerspelen 2020 in Tokio  in de acht

1904: Arthur Stockhoff & August Erker & Albert Nasse & George Dietz ·
1908: Robert Cudmore & James Angus Gillan & Duncan Mackinnon & Robert Somers-Smith ·
1924: Charles Eley & James MacNabb & Robert Morrison & Terence Sanders ·
1928: John Lander & Michael Warriner & Richard Beesly & Edward Bevan ·
1932: John Badcock & Hugh Edwards & Jack Beresford & Rowland George ·
1936: Rudolf Eckstein & Anton Rom & Martin Karl & Wilhelm Menne ·
1948: Giuseppe Moioli & Elio Morille & Giovanni Invernizzi & Franco Faggi ·
1952: Duje Bonačić & Velimir Valenta & Mate Trojanović & Petar Šegvić ·
1956: Archibald MacKinnon & Walter D'Hondt & Lorne Loomer & Donald Arnold ·
1960: Arthur Ayrault & Ted Nash & John Sayre & Richard Wailes ·
1964: John Ørsted Hansen & Bjørn Hasløv & Erik Petersen & Kurt Helmudt ·
1968: Frank Forberger & Frank Rühle & Dieter Grahn & Dieter Schubert ·
1972: Frank Forberger & Frank Rühle & Dieter Grahn & Dieter Schubert ·
1976: Siegfried Brietzke & Andreas Decker & Stefan Semmler & Wolfgang Mager ·
1980: [[Jürgen Thiele] & Andreas Decker & Stefan Semmler] & Siegfried Brietzke ·
1984: Les O'Connell & Shane O'Brien & Conrad Robertson & Keith Trask ·
1988: Roland Schröder & Thomas Greiner & Ralf Brudel & Olaf Förster ·
1992: Andrew Cooper & Nick Green & Mike McKay & James Tomkins ·
1996: Nick Green & Drew Ginn & James Tomkins & Mike McKay ·
2000: James Cracknell & Steve Redgrave & Tim Foster & Matthew Pinsent ·
2004: Steve Williams & James Cracknell & Ed Coode & Matthew Pinsent ·
2008: Tom James & Pete Reed & Andrew Triggs-Hodge & Steve Williams ·
2012: Alex Gregory & Pete Reed & Tom James & Andrew Triggs-Hodge ·
2016: Alex Gregory & Constantine Louloudis & George Nash & Mohamed Sbihi ·
2020: Alexander Purnell & Spencer Turrin  & Jack Hargreaves  & Alexander Hill ·
2024: Nick Mead & Justin Best & Michael Grady & Liam Corrigan